# 대한민국 형법 제320조
대한민국 형법 제320조는 특수주거침입에 대한 형법각칙의 조문이다.

## 조문
제320조(특수주거침입) 단체 또는 다중의 위력을 보이거나 위험한 물건을 휴대하여 전조의 죄를 범한 때에는 5년 이하의 징역에 처한다.

第319條(住居侵入, 退去不應) ① 사람의 住居, 관리하는 建造物, 船舶이나 航空機 또는 占有하는 房室에 侵入한 者는 3年 以下의 懲役 또는 500萬원 以下의 罰金에 處한다. 

②前項의 場所에서 退去要求를 받고 應하지 아니한 者도 前項의 刑과 같다.

## 같이 보기
- 주거침입죄
- 퇴거불응죄
- 건조물침입죄